# Ataxia luteifrons
Ataxia luteifrons är en skalbaggsart som först beskrevs av Bruch 1926.  Ataxia luteifrons ingår i släktet Ataxia och familjen långhorningar.
Artens utbredningsområde är Paraguay. Inga underarter finns listade.